# Чемпионат СССР по лёгкой атлетике 1955
Лично-командный чемпионат СССР по лёгкой атлетике 1955 года проходил с 13 по 17 ноября в Тбилиси на Республиканском стадионе «Динамо». Столица Грузинской ССР впервые принимала главные легкоатлетические соревнования сезона в стране. На старт вышли 1100 легкоатлетов, представлявших 18 сборных команд союзных республик и городов Москвы и Ленинграда. На протяжении пяти дней были разыграны 36 комплектов медалей (23 у мужчин и 13 у женщин).
Несмотря на неблагоприятные погодные условия, на чемпионате был показан ряд высоких результатов. Так, Галина Зыбина в 13-й раз подряд улучшила мировой рекорд в толкании ядра. Попытка на 16,67 м стала для ленинградской легкоатлетки четвёртым рекордом в 1955 году. Прежнее достижение, 16,45 м, Зыбина установила за неделю до чемпионата СССР на турнире в Душанбе.
22-летний Анатолий Егоров стал сильнейшим в ходьбе на 50 км с новым высшим мировым достижением — 4:07.28,6. Вместе с двумя другими призёрами, Анатолием Ведяковым и Михаилом Лавровым, они стали первыми легкоатлетами в истории, преодолевшими эту дистанцию быстрее 4 часов 10 минут.
Десятиборец Василий Кузнецов улучшил собственный рекорд Европы. Ему удалось набрать сумму 7647 очков (по таблицам 1950 года), которая сложилась из следующих результатов в отдельных видах: 100 м — 10,9, прыжок в длину — 7,28 м, толкание ядра — 14,30 м, прыжок в высоту — 1,83 м, 400 м — 51,0, 110 м с/б — 14,9, метание диска — 47,88 м, прыжок с шестом — 3,90 м, метание копья — 65,33 м, 1500 м — 5.11,4.
В мужском метании диска с новым рекордом СССР (55,50 м) победил Отто Григалка. Он являлся фаворитом и в секторе толкания ядра, где выиграл три предыдущих первенства и удерживал за собой всесоюзное достижение, но в итоге занял только третье место. Первый чемпионский титул в карьере взял Вартан Овсепян из Еревана.
В женском метании диска пятый год подряд первенствовала олимпийская чемпионка Нина Пономарёва. Она установила высокий личный рекорд 56,62 м, который уступал мировому достижению Нины Думбадзе 42 см. Сама Думбадзе перед родными трибунами заняла второе место с результатом 53,52 м. Дополнила подиум Ирина Беглякова с попыткой на 50,17 м. Таким образом, впервые в истории чемпионатов СССР все три призёра в этом виде преодолели 50-метровый рубеж.
Двукратной чемпионкой страны стала Галина Виноградова. В прыжке в длину ей не хватило до собственного мирового рекорда (6,28 м) всего 4 см. К этой победе она добавила первое место на дистанции 100 метров.
Чемпионат СССР по марафону прошёл отдельно, 10 июля в Москве.

## Командное первенство
| Место | Команда   |
| ----- | --------- |
| 1     | Москва    |
| 2     | РСФСР     |
| 3     | Ленинград |

## Призёры

### Мужчины
| Дисциплина             | Золото                                                                                   | Золото            | Серебро                                                                  | Серебро          | Бронза                                                                              | Бронза            |
| ---------------------- | ---------------------------------------------------------------------------------------- | ----------------- | ------------------------------------------------------------------------ | ---------------- | ----------------------------------------------------------------------------------- | ----------------- |
| 100 м                  | Борис Токарев Москва                                                                     | 10,5              | Леонид Бартенев Украинская ССР Киев                                      | 10,5             | Владимир Сухарев Москва                                                             | 10,6              |
| 200 м                  | Ардалион Игнатьев Ленинград                                                              | 21,0              | Борис Токарев Москва                                                     | 21,2             | Юрий Коновалов Азербайджанская ССР Баку                                             | 21,3              |
| 400 м                  | Ардалион Игнатьев Ленинград                                                              | 47,4              | Владимир Горичев Москва                                                  | 49,0             | Лев Шупилов РСФСР Горький                                                           | 49,4              |
| 800 м                  | Анатолий Осминкин Москва                                                                 | 1.51,9            | Олег Брагин Ленинград                                                    | 1.52,2           | Георгий Ивакин Москва                                                               | 1.52,4            |
| 1500 м                 | Владимир Окороков Москва                                                                 | 3.46,6            | Борис Алексюк РСФСР Тула                                                 | 3.49,8           | Анатолий Осминкин Москва                                                            | 3.51,0            |
| 5000 м                 | Владимир Куц Москва                                                                      | 14.08,6           | Николай Пудов РСФСР Московская область                                   | 14.17,8          | Иван Чернявский Украинская ССР Киев                                                 | 14.18,2           |
| 10 000 м               | Владимир Куц Москва                                                                      | 29.47,0           | Евгений Жуков Ленинград                                                  | 30.11,0          | Александр Ануфриев Украинская ССР Киев                                              | 30.11,6           |
| 3000 м с препятствиями | Семён Ржищин Москва                                                                      | 8.49,6            | Владимир Казанцев Москва                                                 | 8.55,8           | Михаил Салтыков Белорусская ССР Минск                                               | 8.56,8            |
| 110 м с барьерами      | Евгений Буланчик Украинская ССР Киев                                                     | 14,9              | Борис Столяров Ленинград                                                 | 15,0             | Виестурс Кумушка Латвийская ССР Рига                                                | 15,1              |
| 400 м с барьерами      | Юрий Литуев Москва                                                                       | 51,5              | Игорь Ильин Москва                                                       | 51,9             | Анатолий Юлин Белорусская ССР Минск                                                 | 52,6              |
| Прыжок в высоту        | Игорь Кашкаров Москва                                                                    | 1,97 м            | Виктор Дегтярёв Москва                                                   | 1,97 м           | Владимир Ситкин Украинская ССР Киев                                                 | 1,94 м            |
| Прыжок с шестом        | Виталий Чернобай Украинская ССР Львов                                                    | 4,30 м            | Пётр Денисенко Украинская ССР Киев                                       | 4,30 м           | Владимир Булатов Белорусская ССР Минск                                              | 4,30 м            |
| Прыжок в длину         | Генрих Червяк Украинская ССР Киев                                                        | 7,38 м            | Леонид Григорьев Ленинград                                               | 7,35 м           | Эрик Кехрис Латвийская ССР Рига                                                     | 7,33 м            |
| Тройной прыжок         | Леонид Щербаков Москва                                                                   | 15,92 м           | Валентин Дементьев РСФСР Ростов-на-Дону                                  | 15,78 м          | Олег Федосеев Москва                                                                | 15,69 м           |
| Толкание ядра          | Вартан Овсепян Армянская ССР Ереван                                                      | 17,12 м           | Феликс Пиртс Эстонская ССР Тарту                                         | 17,01 м          | Отто Григалка Москва                                                                | 16,81 м           |
| Метание диска          | Отто Григалка Москва                                                                     | 55,50 м           | Ким Буханцов Москва                                                      | 52,28 м          | Борис Матвеев Ленинград                                                             | 51,89 м           |
| Метание молота         | Михаил Кривоносов Белорусская ССР Минск                                                  | 64,41 м           | Николай Редькин Украинская ССР Киев                                      | 61,51 м          | Станислав Ненашев Азербайджанская ССР Баку                                          | 60,74 м           |
| Метание копья          | Виктор Цыбуленко Украинская ССР Киев                                                     | 74,81 м           | Владимир Кузнецов Ленинград                                              | 70,30 м          | Чарльз Валлман Эстонская ССР Таллин                                                 | 67,53 м           |
| Десятиборье*           | Василий Кузнецов Москва                                                                  | 7647 очков (7427) | Ким Буханцов Москва                                                      | 6361 очко (6543) | Уно Палу Эстонская ССР Таллин                                                       | 6330 очков (6653) |
| Ходьба на 20 км        | Бруно Юнк Эстонская ССР Таллин                                                           | 1:32.56,0         | Михаил Лавров РСФСР Воронеж                                              | 1:33.00,0        | Василий Дьяконов РСФСР Магнитогорск                                                 | 1:33.58,0         |
| Ходьба на 50 км        | Анатолий Егоров Москва                                                                   | 4:07.28,6         | Анатолий Ведяков Москва                                                  | 4:07.50,0        | Михаил Лавров РСФСР Воронеж                                                         | 4:08.15,0         |
| Эстафета 4×100 м       | Украинская ССР · Юрий Моисеенко · Тимофей Шевченко · Михаил Бондаренко · Леонид Бартенев | 41,8              | Москва Владимир Сухарев Михаил Мандельбаум Борис Токарев Юрий Петров     | 41,8             | Москва Юрий Башлыков Вячеслав Ширинский Григорий Ильин Адольф Заляйскалнс           | 42,0              |
| Эстафета 4×400 м       | Ленинград Константин Грачёв Герман Криушин Олег Агеев Ардалион Игнатьев                  | 3.14,0            | Москва Валентин Рахманов Владимир Стрижевский Георгий Ивакин Юрий Литуев | 3.14,8           | Украинская ССР · Юрий Карпюк · Семён Панченко · Станислав Шумилов · Семён Крицштейн | 3.15,8            |

* Для определения победителя в соревнованиях десятиборцев использовалась старая система начисления очков. Пересчёт с использованием современных таблиц перевода результатов в баллы приведён в скобках.

### Женщины
| Дисциплина       | Золото                                                                                | Золото     | Серебро                                     | Серебро    | Бронза                             | Бронза     |
| ---------------- | ------------------------------------------------------------------------------------- | ---------- | ------------------------------------------- | ---------- | ---------------------------------- | ---------- |
| 100 м            | Галина Виноградова Ленинград                                                          | 11,9       | Зинаида Сафронова Москва                    | 12,0       | Мария Иткина Белорусская ССР Минск | 12,1       |
| 200 м            | Зинаида Сафронова Москва                                                              | 24,0       | Мария Иткина Белорусская ССР Минск          | 24,1       | Нина Деконская Москва              | 24,2       |
| 400 м            | Людмила Лысенко Украинская ССР Днепропетровск                                         | 56,2       | Нина Откаленко Москва                       | 56,6       | Надежда Смирнова Москва            | 57,2       |
| 800 м            | Людмила Лысенко Украинская ССР Днепропетровск                                         | 2.05,8     | Нина Откаленко Москва                       | 2.06,4     | Дора Козлова Украинская ССР Киев   | 2.09,4     |
| 80 м с барьерами | Галина Долженкова РСФСР Горький                                                       | 11,2       | Галина Гринвальд Ленинград                  | 11,3       | Мария Голубничая Москва            | 11,3       |
| Прыжок в высоту  | Мария Писарева Москва                                                                 | 1,66 м     | Валентина Баллод Узбекская ССР Ташкент      | 1,63 м     | Нина Коссова Ленинград             | 1,60 м     |
| Прыжок в длину   | Галина Виноградова Ленинград                                                          | 6,24 м     | Галина Безбородова Азербайджанская ССР Баку | 6,00 м     | Галина Сегень Украинская ССР Киев  | 5,95 м     |
| Толкание ядра    | Галина Зыбина Ленинград                                                               | 16,67 м    | Зинаида Дойникова Ленинград                 | 15,82 м    | Тамара Тышкевич Ленинград          | 15,80 м    |
| Метание диска    | Нина Пономарёва Москва                                                                | 56,62 м    | Нина Думбадзе Грузинская ССР Тбилиси        | 53,52 м    | Ирина Беглякова Москва             | 50,17 м    |
| Метание копья    | Александра Чудина Москва                                                              | 50,35 м    | Елена Горчакова Москва                      | 49,24 м    | Леа Маремяэ Эстонская ССР Тарту    | 47,16 м    |
| Пятиборье        | Александра Чудина Москва                                                              | 4749 очков | Галина Долженкова РСФСР Горький             | 4475 очков | Галина Гринвальд Ленинград         | 4370 очков |
| Эстафета 4×100 м | РСФСР · Лидия Полиниченко · Наина Карачевская · Александра Мизгирёва · Нина Анчелевич | 47,7       | Ленинград                                   | 48,0       | РСФСР                              | 48,5       |
| Эстафета 4×200 м | Москва Нина Деконская Надежда Смирнова Людмила Шарова Зинаида Сафронова               | 1.39,2     | Украинская ССР                              | 1.42,4     | Латвийская ССР                     | 1.42,4     |

## Чемпионат СССР по марафону
Чемпионат СССР по марафону 1955 года прошёл 10 июля в Москве. Иван Филин опередил действующего чемпиона страны Бориса Гришаева почти на минуту и установил высшее всесоюзное достижение — 2:23.09,6.
| Дисциплина | Золото                              | Золото    | Серебро              | Серебро   | Бронза              | Бронза    |
| ---------- | ----------------------------------- | --------- | -------------------- | --------- | ------------------- | --------- |
| Марафон    | Иван Филин РСФСР Московская область | 2:23.09,6 | Борис Гришаев Москва | 2:24.08,0 | Иван Семёнов Москва | 2:25.10,0 |